# Mistrovství Evropy dorostenců v orientačním běhu 2016
13. Mistrovství Evropy dorostenců v orientačním běhu proběhlo ve dnech 1. července — 3. července 2016. Mistrovství Evropy hostilo Polsko s hlavním centrem ve městě Jarosław, které leží v Podkarpatském vojvodství na jihovýchodě státu.

## Program závodů
Program Mistrovství Evropy byl zveřejněn v souladu s Pravidly IOF v Bulletinu číslo dva:
| Den         | Závod            | Centrum závodu |
| ----------- | ---------------- | -------------- |
| 30. červen  | Modelový závod   | Jarosław       |
| 1. červenec | Finále – Long    | Jarosław       |
| 2. červenec | Finále – Štafety | Jarosław       |
| 3. červenec | Finále – Sprint  | Jarosław       |

## Závod na klasické trati (Long)

### Výsledky závodu na klasické trati 16letých (Long)
| Muži 16letí                                                                             | Muži 16letí                                                                             | Muži 16letí                                                                             | Muži 16letí                                                                             | Muži 16letí                                                                             | Ženy 16leté                                                                             | Ženy 16leté                                                                             | Ženy 16leté                                                                             | Ženy 16leté                                                                             | Ženy 16leté                                                                             |
| --------------------------------------------------------------------------------------- | --------------------------------------------------------------------------------------- | --------------------------------------------------------------------------------------- | --------------------------------------------------------------------------------------- | --------------------------------------------------------------------------------------- | --------------------------------------------------------------------------------------- | --------------------------------------------------------------------------------------- | --------------------------------------------------------------------------------------- | --------------------------------------------------------------------------------------- | --------------------------------------------------------------------------------------- |
| - Traťové parametry: 5,8 km, 15 kontrol, 280 m převýšení. - Mapa: Helusz 1:10 000 E=5 m | - Traťové parametry: 5,8 km, 15 kontrol, 280 m převýšení. - Mapa: Helusz 1:10 000 E=5 m | - Traťové parametry: 5,8 km, 15 kontrol, 280 m převýšení. - Mapa: Helusz 1:10 000 E=5 m | - Traťové parametry: 5,8 km, 15 kontrol, 280 m převýšení. - Mapa: Helusz 1:10 000 E=5 m | - Traťové parametry: 5,8 km, 15 kontrol, 280 m převýšení. - Mapa: Helusz 1:10 000 E=5 m | - Traťové parametry: 4,5 km, 14 kontrol, 205 m převýšení. - Mapa: Helusz 1:10 000 E=5 m | - Traťové parametry: 4,5 km, 14 kontrol, 205 m převýšení. - Mapa: Helusz 1:10 000 E=5 m | - Traťové parametry: 4,5 km, 14 kontrol, 205 m převýšení. - Mapa: Helusz 1:10 000 E=5 m | - Traťové parametry: 4,5 km, 14 kontrol, 205 m převýšení. - Mapa: Helusz 1:10 000 E=5 m | - Traťové parametry: 4,5 km, 14 kontrol, 205 m převýšení. - Mapa: Helusz 1:10 000 E=5 m |
| Umístění                                                                                | Země                                                                                    | Jméno                                                                                   | Čas                                                                                     | Ztráta                                                                                  | Umístění                                                                                | Země                                                                                    | Jméno                                                                                   | Čas                                                                                     | Ztráta                                                                                  |
|                                                                                         | Dánsko                                                                                  | Malthe Poulsen                                                                          | 0:50:39                                                                                 |                                                                                         |                                                                                         | Finsko                                                                                  | Lotta Eerolaová                                                                         | 0:44:09                                                                                 |                                                                                         |
|                                                                                         | Finsko                                                                                  | Topias Arola                                                                            | 0:50:57                                                                                 | + 0:00:18                                                                               |                                                                                         | Bulharsko                                                                               | Andreya Dyaksová                                                                        | 0:45:46                                                                                 | + 0:01:37                                                                               |
|                                                                                         | Francie                                                                                 | Guilhem Elias                                                                           | 0:51:28                                                                                 | + 0:00:49                                                                               |                                                                                         | Finsko                                                                                  | Inka Nurminenová                                                                        | 0:45:48                                                                                 | + 0:01:39                                                                               |
| 4                                                                                       | Rusko                                                                                   | Nikolaj Kudriavčev                                                                      | 0:51:50                                                                                 | + 0:01:11                                                                               | 4                                                                                       | Švýcarsko                                                                               | Lea Widmerová                                                                           | 0:46:36                                                                                 | + 0:02:27                                                                               |
| 5                                                                                       | Rusko                                                                                   | Anton Lukaševič                                                                         | 0:52:07                                                                                 | + 0:01:28                                                                               | 5                                                                                       | Česko                                                                                   | Jana Peterová                                                                           | 0:46:54                                                                                 | + 0:02:42                                                                               |
| 6                                                                                       | Švýcarsko                                                                               | Silas Hutzli                                                                            | 0:53:18                                                                                 | + 0:02:39                                                                               | 6                                                                                       | Švýcarsko                                                                               | Eliane Deiningerová                                                                     | 0:49:18                                                                                 | + 0:05:09                                                                               |
| Oficiální výsledky: muži a ženy                                                         |                                                                                         |                                                                                         |                                                                                         |                                                                                         |                                                                                         |                                                                                         |                                                                                         |                                                                                         |                                                                                         |

### Výsledky závodu na klasické trati 18letých (Long)
| Muži 18letí                                                                             | Muži 18letí                                                                             | Muži 18letí                                                                             | Muži 18letí                                                                             | Muži 18letí                                                                             | Ženy 18leté                                                                             | Ženy 18leté                                                                             | Ženy 18leté                                                                             | Ženy 18leté                                                                             | Ženy 18leté                                                                             |
| --------------------------------------------------------------------------------------- | --------------------------------------------------------------------------------------- | --------------------------------------------------------------------------------------- | --------------------------------------------------------------------------------------- | --------------------------------------------------------------------------------------- | --------------------------------------------------------------------------------------- | --------------------------------------------------------------------------------------- | --------------------------------------------------------------------------------------- | --------------------------------------------------------------------------------------- | --------------------------------------------------------------------------------------- |
| - Traťové parametry: 7,1 km, 17 kontrol, 310 m převýšení. - Mapa: Helusz 1:10 000 E=5 m | - Traťové parametry: 7,1 km, 17 kontrol, 310 m převýšení. - Mapa: Helusz 1:10 000 E=5 m | - Traťové parametry: 7,1 km, 17 kontrol, 310 m převýšení. - Mapa: Helusz 1:10 000 E=5 m | - Traťové parametry: 7,1 km, 17 kontrol, 310 m převýšení. - Mapa: Helusz 1:10 000 E=5 m | - Traťové parametry: 7,1 km, 17 kontrol, 310 m převýšení. - Mapa: Helusz 1:10 000 E=5 m | - Traťové parametry: 5,4 km, 13 kontrol, 270 m převýšení. - Mapa: Helusz 1:10 000 E=5 m | - Traťové parametry: 5,4 km, 13 kontrol, 270 m převýšení. - Mapa: Helusz 1:10 000 E=5 m | - Traťové parametry: 5,4 km, 13 kontrol, 270 m převýšení. - Mapa: Helusz 1:10 000 E=5 m | - Traťové parametry: 5,4 km, 13 kontrol, 270 m převýšení. - Mapa: Helusz 1:10 000 E=5 m | - Traťové parametry: 5,4 km, 13 kontrol, 270 m převýšení. - Mapa: Helusz 1:10 000 E=5 m |
| Umístění                                                                                | Země                                                                                    | Jméno                                                                                   | Čas                                                                                     | Ztráta                                                                                  | Umístění                                                                                | Země                                                                                    | Jméno                                                                                   | Čas                                                                                     | Ztráta                                                                                  |
|                                                                                         | Česko                                                                                   | Daniel Vandas                                                                           | 0:52:12                                                                                 |                                                                                         |                                                                                         | Polsko                                                                                  | Zuzanna Morawská                                                                        | 0:50:26                                                                                 |                                                                                         |
|                                                                                         | Česko                                                                                   | Otakar Hirš                                                                             | 0:59:19                                                                                 | + 0:07:07                                                                               |                                                                                         | Rakousko                                                                                | Jasmina Gassnerová                                                                      | 0:50:53                                                                                 | + 0:00:27                                                                               |
|                                                                                         | Švýcarsko                                                                               | Andrin Grundler                                                                         | 0:59:41                                                                                 | + 0:07:29                                                                               |                                                                                         | Norsko                                                                                  | Tilla Farnes Hennumová                                                                  | 0:51:27                                                                                 | + 0:01:01                                                                               |
| 4                                                                                       | Norsko                                                                                  | Vegard Guldbransen                                                                      | 0:59:49                                                                                 | + 0:07:37                                                                               | 4                                                                                       | Norsko                                                                                  | Synne Strandová                                                                         | 0:52:34                                                                                 | + 0:02:08                                                                               |
| 5                                                                                       | Švýcarsko                                                                               | Chamuel Zbinden                                                                         | 0:60:30                                                                                 | + 0:08:18                                                                               | 5                                                                                       | Maďarsko                                                                                | Vanda Vékonyová                                                                         | 0:52:43                                                                                 | + 0:02:17                                                                               |
| 6                                                                                       | Francie                                                                                 | Pierre Erbland                                                                          | 0:61:13                                                                                 | + 0:09:01                                                                               | 6                                                                                       | Slovensko                                                                               | Tereza Smělíková                                                                        | 0:53:01                                                                                 | + 0:02:35                                                                               |
| Oficiální výsledky: muži a ženy                                                         |                                                                                         |                                                                                         |                                                                                         |                                                                                         |                                                                                         |                                                                                         |                                                                                         |                                                                                         |                                                                                         |

## Štafetový závod

### Výsledky štafetového závodu 16letých
| Muži 16letí                                                                                 | Muži 16letí                                                                                 | Muži 16letí                                                                                 | Muži 16letí                                                                                 | Muži 16letí                                                                                 | Ženy 16leté                                                                             | Ženy 16leté                                                                             | Ženy 16leté                                                                             | Ženy 16leté                                                                             | Ženy 16leté                                                                             |
| ------------------------------------------------------------------------------------------- | ------------------------------------------------------------------------------------------- | ------------------------------------------------------------------------------------------- | ------------------------------------------------------------------------------------------- | ------------------------------------------------------------------------------------------- | --------------------------------------------------------------------------------------- | --------------------------------------------------------------------------------------- | --------------------------------------------------------------------------------------- | --------------------------------------------------------------------------------------- | --------------------------------------------------------------------------------------- |
| - Traťové parametry: 5,1 km, 14–15 kontrol, 220 m převýšení - Mapa: Korzenie 1:10 000 E=5 m | - Traťové parametry: 5,1 km, 14–15 kontrol, 220 m převýšení - Mapa: Korzenie 1:10 000 E=5 m | - Traťové parametry: 5,1 km, 14–15 kontrol, 220 m převýšení - Mapa: Korzenie 1:10 000 E=5 m | - Traťové parametry: 5,1 km, 14–15 kontrol, 220 m převýšení - Mapa: Korzenie 1:10 000 E=5 m | - Traťové parametry: 5,1 km, 14–15 kontrol, 220 m převýšení - Mapa: Korzenie 1:10 000 E=5 m | - Parametry: 4,2–4,3 km, 11–12 kontrol, 180 m převýšení - Mapa: Korzenie 1:10 000 E=5 m | - Parametry: 4,2–4,3 km, 11–12 kontrol, 180 m převýšení - Mapa: Korzenie 1:10 000 E=5 m | - Parametry: 4,2–4,3 km, 11–12 kontrol, 180 m převýšení - Mapa: Korzenie 1:10 000 E=5 m | - Parametry: 4,2–4,3 km, 11–12 kontrol, 180 m převýšení - Mapa: Korzenie 1:10 000 E=5 m | - Parametry: 4,2–4,3 km, 11–12 kontrol, 180 m převýšení - Mapa: Korzenie 1:10 000 E=5 m |
| Umístění                                                                                    | Země                                                                                        | Jméno                                                                                       | Čas                                                                                         | Ztráta                                                                                      | Umístění                                                                                | Země                                                                                    | Jméno                                                                                   | Čas                                                                                     | Ztráta                                                                                  |
|                                                                                             | Francie                                                                                     | Guilhem Haberkorn Mathis Gennaro Guilhem Elias                                              | 1:57:09                                                                                     |                                                                                             |                                                                                         | Maďarsko                                                                                | Dorottya Hajnalová Csilla Gardonyiová Hanga Szuromiová                                  | 2:01:13                                                                                 |                                                                                         |
|                                                                                             | Švýcarsko                                                                                   | Mattia Grundler Silas Hutzli Fabian Aebersold                                               | 1:57:40                                                                                     | + 0:00:31                                                                                   |                                                                                         | Česko                                                                                   | Jana Peterová Eliška Hojná Šárka Ruckerová                                              | 2:05:10                                                                                 | + 0:03:57                                                                               |
|                                                                                             | Rusko                                                                                       | Nikol Kudriavčev Konstant Selezněv Anton Lukaševič                                          | 1:59:47                                                                                     | + 0:02:38                                                                                   |                                                                                         | Švýcarsko                                                                               | Lea Widmerová Elisa Bertozziová Eliane Deiningerová                                     | 2:08:08                                                                                 | + 0:06:55                                                                               |
| 4                                                                                           | Finsko                                                                                      | Miika Tala Mikko Eerola Topias Arola                                                        | 1:59:52                                                                                     | + 0:02:43                                                                                   | 4                                                                                       | Lotyšsko                                                                                | Signe Sirmaová Magda Cigleová Agnija Cauneová                                           | 2:08:38                                                                                 | + 0:07:25                                                                               |
| 5                                                                                           | Maďarsko                                                                                    | Csongor Horvath Marcell Szabo Ferenc Jonas                                                  | 2:01:55                                                                                     | + 0:04:46                                                                                   | 5                                                                                       | Rusko                                                                                   | Elizav Rastěgajevová Kristina Smirnovová Anna Šafronovová                               | 2:08:52                                                                                 | + 0:07:39                                                                               |
| 6                                                                                           | Ukrajina                                                                                    | Mykyta Zviahin Mykhailo Piddubnyi Konstia Samoilenko                                        | 2:04:47                                                                                     | + 0:07:38                                                                                   | 6                                                                                       | Dánsko                                                                                  | Gydesen H Valbjornová Niel Ohlenschlagerová Simonsen Gautschiová                        | 2:10:30                                                                                 | + 0:09:17                                                                               |
| Oficiální výsledky: muži a ženy                                                             |                                                                                             |                                                                                             |                                                                                             |                                                                                             |                                                                                         |                                                                                         |                                                                                         |                                                                                         |                                                                                         |

### Výsledky štafetového závodu 18letých
| Muži 18letí                                                                              | Muži 18letí                                                                              | Muži 18letí                                                                              | Muži 18letí                                                                              | Muži 18letí                                                                              | Ženy 18leté                                                                          | Ženy 18leté                                                                          | Ženy 18leté                                                                          | Ženy 18leté                                                                          | Ženy 18leté                                                                          |
| ---------------------------------------------------------------------------------------- | ---------------------------------------------------------------------------------------- | ---------------------------------------------------------------------------------------- | ---------------------------------------------------------------------------------------- | ---------------------------------------------------------------------------------------- | ------------------------------------------------------------------------------------ | ------------------------------------------------------------------------------------ | ------------------------------------------------------------------------------------ | ------------------------------------------------------------------------------------ | ------------------------------------------------------------------------------------ |
| - Traťové parametry: 6,2 km, 17 kontrol, 340 m převýšení - Mapa: Korzenie 1:10 000 E=5 m | - Traťové parametry: 6,2 km, 17 kontrol, 340 m převýšení - Mapa: Korzenie 1:10 000 E=5 m | - Traťové parametry: 6,2 km, 17 kontrol, 340 m převýšení - Mapa: Korzenie 1:10 000 E=5 m | - Traťové parametry: 6,2 km, 17 kontrol, 340 m převýšení - Mapa: Korzenie 1:10 000 E=5 m | - Traťové parametry: 6,2 km, 17 kontrol, 340 m převýšení - Mapa: Korzenie 1:10 000 E=5 m | - Parametry: 5,0–5,1 km, 14 kontrol, 220 m převýšení - Mapa: Korzenie 1:10 000 E=5 m | - Parametry: 5,0–5,1 km, 14 kontrol, 220 m převýšení - Mapa: Korzenie 1:10 000 E=5 m | - Parametry: 5,0–5,1 km, 14 kontrol, 220 m převýšení - Mapa: Korzenie 1:10 000 E=5 m | - Parametry: 5,0–5,1 km, 14 kontrol, 220 m převýšení - Mapa: Korzenie 1:10 000 E=5 m | - Parametry: 5,0–5,1 km, 14 kontrol, 220 m převýšení - Mapa: Korzenie 1:10 000 E=5 m |
| Umístění                                                                                 | Země                                                                                     | Jméno                                                                                    | Čas                                                                                      | Ztráta                                                                                   | Umístění                                                                             | Země                                                                                 | Jméno                                                                                | Čas                                                                                  | Ztráta                                                                               |
|                                                                                          | Finsko                                                                                   | Aaro Julkunen Akseli Ruohola Tuomas Heikkila                                             | 2:17:40                                                                                  |                                                                                          |                                                                                      | Finsko                                                                               | Anni Haanpaaová Amy Nymalmová Leenukk Hanhijarviová                                  | 2:17:07                                                                              |                                                                                      |
|                                                                                          | Norsko                                                                                   | Jorgen Baklid Havard Eidsmo Vegard Guldbransen                                           | 2:21:03                                                                                  | + 0:03:23                                                                                |                                                                                      | Česko                                                                                | Apolena Malinová Barbora Vyhnálková Tereza Jánošíková                                | 2:18:25                                                                              | + 0:01:18                                                                            |
|                                                                                          | Polsko                                                                                   | Marcin Biederman Kacper Kuca Fryderyk Pryjma                                             | 2:21:23                                                                                  | + 0:03:43                                                                                |                                                                                      | Polsko                                                                               | Kinga Kroliková Agniszka Cychová Zuzanna Morawská                                    | 2:22:59                                                                              | + 0:05:52                                                                            |
| 4                                                                                        | Slovensko                                                                                | Jakub Chupek Dušan Sláma Jakub Dekrét                                                    | 2:21:56                                                                                  | + 0:04:16                                                                                | 4                                                                                    | Maďarsko                                                                             | Dalida Réka Patakiová Vanda Vékonyová Zsofia Sarkozyová                              | 2:25:00                                                                              | + 0:07:53                                                                            |
| 5                                                                                        | Česko                                                                                    | Jan Benďák Otakar Hirš Daniel Vandas                                                     | 2:22:22                                                                                  | + 0:04:42                                                                                | 5                                                                                    | Švédsko                                                                              | Myrra Carlssonová Gabriell Berganderová Von Krusenstiernaová                         | 2:31:04                                                                              | + 0:13:57                                                                            |
| 6                                                                                        | Švýcarsko                                                                                | Chamuel Zbinden Silvan Ullmann Andrin Grundler                                           | 2:24:06                                                                                  | + 0:06:26                                                                                | 6                                                                                    | Rakousko                                                                             | Rosa Trummerová Tina Tiefenbocková Jasmina Gassnerová                                | 2:31:26                                                                              | + 0:14:19                                                                            |
| Oficiální výsledky: muži a ženy                                                          |                                                                                          |                                                                                          |                                                                                          |                                                                                          |                                                                                      |                                                                                      |                                                                                      |                                                                                      |                                                                                      |

## Závod ve sprintu

### Výsledky sprintu 16letých
| Muži 16letí                                                                              | Muži 16letí                                                                              | Muži 16letí                                                                              | Muži 16letí                                                                              | Muži 16letí                                                                              | Ženy 16leté                                                                              | Ženy 16leté                                                                              | Ženy 16leté                                                                              | Ženy 16leté                                                                              | Ženy 16leté                                                                              |
| ---------------------------------------------------------------------------------------- | ---------------------------------------------------------------------------------------- | ---------------------------------------------------------------------------------------- | ---------------------------------------------------------------------------------------- | ---------------------------------------------------------------------------------------- | ---------------------------------------------------------------------------------------- | ---------------------------------------------------------------------------------------- | ---------------------------------------------------------------------------------------- | ---------------------------------------------------------------------------------------- | ---------------------------------------------------------------------------------------- |
| - Traťové parametry: 2,5 km, 16 kontrol, 50 m převýšení. - Mapa: Jarosław 1:4000 E=2,5 m | - Traťové parametry: 2,5 km, 16 kontrol, 50 m převýšení. - Mapa: Jarosław 1:4000 E=2,5 m | - Traťové parametry: 2,5 km, 16 kontrol, 50 m převýšení. - Mapa: Jarosław 1:4000 E=2,5 m | - Traťové parametry: 2,5 km, 16 kontrol, 50 m převýšení. - Mapa: Jarosław 1:4000 E=2,5 m | - Traťové parametry: 2,5 km, 16 kontrol, 50 m převýšení. - Mapa: Jarosław 1:4000 E=2,5 m | - Traťové parametry: 2,2 km, 13 kontrol, 50 m převýšení. - Mapa: Jarosław 1:4000 E=2,5 m | - Traťové parametry: 2,2 km, 13 kontrol, 50 m převýšení. - Mapa: Jarosław 1:4000 E=2,5 m | - Traťové parametry: 2,2 km, 13 kontrol, 50 m převýšení. - Mapa: Jarosław 1:4000 E=2,5 m | - Traťové parametry: 2,2 km, 13 kontrol, 50 m převýšení. - Mapa: Jarosław 1:4000 E=2,5 m | - Traťové parametry: 2,2 km, 13 kontrol, 50 m převýšení. - Mapa: Jarosław 1:4000 E=2,5 m |
| Umístění                                                                                 | Země                                                                                     | Jméno                                                                                    | Čas                                                                                      | Ztráta                                                                                   | Umístění                                                                                 | Země                                                                                     | Jméno                                                                                    | Čas                                                                                      | Ztráta                                                                                   |
|                                                                                          | Francie                                                                                  | Elias Guilhem                                                                            | 0:10:19                                                                                  |                                                                                          |                                                                                          | Finsko                                                                                   | Inka Nurminenová                                                                         | 0:10:46                                                                                  |                                                                                          |
|                                                                                          | Česko                                                                                    | Michal Bořánek                                                                           | 0:10:31                                                                                  | + 0:00:12                                                                                |                                                                                          | Maďarsko                                                                                 | Csilla Gardonijová                                                                       | 0:11:13                                                                                  | + 0:00:27                                                                                |
|                                                                                          | Finsko                                                                                   | Leo Matinheikki                                                                          | 0:10:33                                                                                  | + 0:00:14                                                                                |                                                                                          | Švýcarsko                                                                                | Eliane Deiningerová                                                                      | 0:11:31                                                                                  | + 0:00:45                                                                                |
| 4                                                                                        | Rusko                                                                                    | Anton Lukaševič                                                                          | 0:10:35                                                                                  | + 0:00:16                                                                                | 4                                                                                        | Spojené království                                                                       | Grace Molloyová                                                                          | 0:11:41                                                                                  | + 0:00:55                                                                                |
| 5                                                                                        | Spojené království                                                                       | Alastair Thomas                                                                          | 0:10:38                                                                                  | + 0:00:19                                                                                | 5                                                                                        | Rusko                                                                                    | Anna Safronovová                                                                         | 0:11:47                                                                                  | + 0:01:01                                                                                |
| 6                                                                                        | Bulharsko                                                                                | Boyan Ivandjikov                                                                         | 0:10:39                                                                                  | + 0:00:20                                                                                | 6                                                                                        | Estonsko                                                                                 | Teele Telgmaová                                                                          | 0:11:50                                                                                  | + 0:01:04                                                                                |
| Oficiální výsledky: muži a ženy                                                          |                                                                                          |                                                                                          |                                                                                          |                                                                                          |                                                                                          |                                                                                          |                                                                                          |                                                                                          |                                                                                          |

### Výsledky sprintu 18letých
| Muži 18letí                                                                              | Muži 18letí                                                                              | Muži 18letí                                                                              | Muži 18letí                                                                              | Muži 18letí                                                                              | Ženy 18leté                                                                              | Ženy 18leté                                                                              | Ženy 18leté                                                                              | Ženy 18leté                                                                              | Ženy 18leté                                                                              |
| ---------------------------------------------------------------------------------------- | ---------------------------------------------------------------------------------------- | ---------------------------------------------------------------------------------------- | ---------------------------------------------------------------------------------------- | ---------------------------------------------------------------------------------------- | ---------------------------------------------------------------------------------------- | ---------------------------------------------------------------------------------------- | ---------------------------------------------------------------------------------------- | ---------------------------------------------------------------------------------------- | ---------------------------------------------------------------------------------------- |
| - Traťové parametry: 3,1 km, 17 kontrol, 60 m převýšení. - Mapa: Jarosław 1:4000 E=2,5 m | - Traťové parametry: 3,1 km, 17 kontrol, 60 m převýšení. - Mapa: Jarosław 1:4000 E=2,5 m | - Traťové parametry: 3,1 km, 17 kontrol, 60 m převýšení. - Mapa: Jarosław 1:4000 E=2,5 m | - Traťové parametry: 3,1 km, 17 kontrol, 60 m převýšení. - Mapa: Jarosław 1:4000 E=2,5 m | - Traťové parametry: 3,1 km, 17 kontrol, 60 m převýšení. - Mapa: Jarosław 1:4000 E=2,5 m | - Traťové parametry: 2,8 km, 15 kontrol, 60 m převýšení. - Mapa: Jarosław 1:4000 E=2,5 m | - Traťové parametry: 2,8 km, 15 kontrol, 60 m převýšení. - Mapa: Jarosław 1:4000 E=2,5 m | - Traťové parametry: 2,8 km, 15 kontrol, 60 m převýšení. - Mapa: Jarosław 1:4000 E=2,5 m | - Traťové parametry: 2,8 km, 15 kontrol, 60 m převýšení. - Mapa: Jarosław 1:4000 E=2,5 m | - Traťové parametry: 2,8 km, 15 kontrol, 60 m převýšení. - Mapa: Jarosław 1:4000 E=2,5 m |
| Umístění                                                                                 | Země                                                                                     | Jméno                                                                                    | Čas                                                                                      | Ztráta                                                                                   | Umístění                                                                                 | Země                                                                                     | Jméno                                                                                    | Čas                                                                                      | Ztráta                                                                                   |
|                                                                                          | Norsko                                                                                   | Kasper Fosser                                                                            | 0:12:03                                                                                  |                                                                                          |                                                                                          | Polsko                                                                                   | Kinga Kroliková                                                                          | 0:12:46                                                                                  |                                                                                          |
|                                                                                          | Švédsko                                                                                  | Henrik Johannesson                                                                       | 0:12:10                                                                                  | + 0:00:07                                                                                |                                                                                          | Česko                                                                                    | Tereza Jánošíková                                                                        | 0:13:05                                                                                  | + 0:00:19                                                                                |
|                                                                                          | Finsko                                                                                   | Akseli Ruohola                                                                           | 0:12:16                                                                                  | + 0:00:13                                                                                |                                                                                          | Rumunsko                                                                                 | Agnes Rebeka Nédaová                                                                     | 0:13:27                                                                                  | + 0:00:41                                                                                |
| 4                                                                                        | Švédsko                                                                                  | Simon Larsson                                                                            | 0:12:17                                                                                  | + 0:00:14                                                                                | 4                                                                                        | Maďarsko                                                                                 | Zsofia Sarkozyvá                                                                         | 0:13:40                                                                                  | + 0:00:54                                                                                |
| 5                                                                                        | Finsko                                                                                   | Tuomas Heikkila                                                                          | 0:12:24                                                                                  | + 0:00:21                                                                                | 5                                                                                        | Švédsko                                                                                  | Vilma von Krusenstiernaová                                                               | 0:13:52                                                                                  | + 0:01:06                                                                                |
| 6                                                                                        | Finsko                                                                                   | Alvar Palmen                                                                             | 0:12:30                                                                                  | + 0:00:27                                                                                | 6                                                                                        | Slovensko                                                                                | Tereza Miklušová                                                                         | 0:13:59                                                                                  | + 0:01:13                                                                                |
| Oficiální výsledky: muži a ženy                                                          |                                                                                          |                                                                                          |                                                                                          |                                                                                          |                                                                                          |                                                                                          |                                                                                          |                                                                                          |                                                                                          |

## Česká dorostenecká reprezentace na EYOC
| Muži 16                       | Muži 16                       | Muži 16                       | Muži 16                       | Ženy 16                       | Ženy 16                       | Ženy 16                       | Ženy 16                       |
| ----------------------------- | ----------------------------- | ----------------------------- | ----------------------------- | ----------------------------- | ----------------------------- | ----------------------------- | ----------------------------- |
| - Umístění českých dorostenců | - Umístění českých dorostenců | - Umístění českých dorostenců | - Umístění českých dorostenců | - Umístění českých dorostenek | - Umístění českých dorostenek | - Umístění českých dorostenek | - Umístění českých dorostenek |
| Jméno                         | Sprint                        | Long                          | Štafety                       | Jméno                         | Sprint                        | Long                          | Štafety                       |
| Michal Bořánek                | 2. místo                      | 12. místo                     | 9. místo                      | Šárka Rückerová               | 14. místo                     | 7. místo                      | 2. místo                      |
| Jan Rusin                     | 12. místo                     | x                             | 9. místo                      | Jana Peterová                 | 8. místo                      | 5. místo                      | 2. místo                      |
| Sebastián Filípek             | 18. místo                     | 44. místo                     | x                             | Anna Kochová                  | 25. místo                     | 22. místo                     | x                             |
| Ondřej Volák                  | 29. místo                     | 8. místo                      | 9. místo                      | Eliška Hojná                  | 26. místo                     | 17. místo                     | 2. místo                      |

| Muži 18                       | Muži 18                       | Muži 18                       | Muži 18                       | Ženy 18                       | Ženy 18                       | Ženy 18                       | Ženy 18                       |
| ----------------------------- | ----------------------------- | ----------------------------- | ----------------------------- | ----------------------------- | ----------------------------- | ----------------------------- | ----------------------------- |
| - Umístění českých dorostenců | - Umístění českých dorostenců | - Umístění českých dorostenců | - Umístění českých dorostenců | - Umístění českých dorostenek | - Umístění českých dorostenek | - Umístění českých dorostenek | - Umístění českých dorostenek |
| Jméno                         | Sprint                        | Long                          | Štafety                       | Jméno                         | Sprint                        | Long                          | Štafety                       |
| Daniel Vandas                 | 10. místo                     | 1. místo                      | 5. místo                      | Barbora Vyhnálková            | 15. místo                     | 16. místo                     | 2. místo                      |
| Otakar Hirš                   | 10. místo                     | 2. místo                      | 5. místo                      | Tereza Janošíková             | 2. místo                      | 13. místo                     | 2. místo                      |
| Jan Bendák                    | 8. místo                      | 23. místo                     | 5. místo                      | Apolena Malinová              | 47. místo                     | 46. místo                     | 2. místo                      |
| Tomáš Křivda                  | 42. místo                     | 55. místo                     | x                             | Eliška Sieglová               | 67. místo                     | 36. místo                     | x                             |

## Medailová klasifikace podle zemí
| Medailová klasifikace podle zemí | Medailová klasifikace podle zemí | Medailová klasifikace podle zemí | Medailová klasifikace podle zemí | Medailová klasifikace podle zemí | Medailová klasifikace podle zemí |
| Umístění                         | Země                             | Zlato                            | Stříbro                          | Bronz                            | Součet                           |
| -------------------------------- | -------------------------------- | -------------------------------- | -------------------------------- | -------------------------------- | -------------------------------- |
| 1.                               | Finsko                           | 4                                | 1                                | 3                                | 8                                |
| 2.                               | Polsko                           | 2                                | -                                | 2                                | 4                                |
| 3.                               | Francie                          | 2                                | -                                | 1                                | 3                                |
| 4.                               | Česko                            | 1                                | 5                                | -                                | 6                                |
| 5.                               | Norsko                           | 1                                | 1                                | 1                                | 3                                |
| 6.                               | Maďarsko                         | 1                                | 1                                | -                                | 2                                |
| 7.                               | Dánsko                           | 1                                | -                                | -                                | 1                                |
| 8.                               | Švýcarsko                        | -                                | 1                                | 3                                | 4                                |
| 9.                               | Švédsko                          | -                                | 1                                | -                                | 1                                |
| 9.                               | Rakousko                         | -                                | 1                                | -                                | 1                                |
| 9.                               | Bulharsko                        | -                                | 1                                | -                                | 1                                |
| 10.                              | Rusko                            | -                                | -                                | 1                                | 1                                |
| 10.                              | Rumunsko                         | -                                | -                                | 1                                | 1                                |

## Celkové bodové hodnocení týmů
| Pořadí | Země               | Long | Relay | Sprint | Celkem |
| ------ | ------------------ | ---- | ----- | ------ | ------ |
| 1.     | Finsko             | 548  | 380   | 667    | 1595   |
| 2.     | Česko              | 559  | 360   | 581    | 1500   |
| 3.     | Maďarsko           | 513  | 330   | 483    | 1326   |
| 4.     | Švýcarsko          | 562  | 340   | 386    | 1288   |
| 5.     | Polsko             | 384  | 255   | 485    | 1124   |
| 6.     | Francie            | 346  | 285   | 285    | 916    |
| 7.     | Rusko              | 295  | 275   | 321    | 891    |
| 8.     | Norsko             | 286  | 175   | 301    | 762    |
| 9.     | Rakousko           | 261  | 210   | 277    | 748    |
| 10.    | Lotyšsko           | 279  | 240   | 206    | 725    |
| 11.    | Spojené království | 209  | 110   | 323    | 642    |
| 12.    | Švédsko            | 196  | 140   | 293    | 629    |
| 13.    | Dánsko             | 246  | 125   | 230    | 601    |
| 14.    | Bulharsko          | 197  | 130   | 228    | 555    |
| 15.    | Litva              | 247  | 150   | 125    | 522    |
| 16.    | Slovensko          | 233  | 100   | 188    | 521    |
| 17.    | Ukrajina           | 146  | 190   | 170    | 506    |
| 18.    | Německo            | 172  | 120   | 149    | 441    |
| 19.    | Rumunsko           | 216  | 100   | 102    | 418    |
| 20.    | Estonsko           | 154  | 100   | 89     | 343    |
| 21.    | Portugalsko        | 53   | 80    | 187    | 320    |
| 22.    | Španělsko          | 62   | 70    | 126    | 258    |
| 23.    | Turecko            | 73   | 55    | 40     | 168    |
| 24.    | Bělorusko          | 43   | 30    | 33     | 106    |
| 25.    | Itálie             | 34   | 20    | 50     | 104    |
| 26.    | Belgie             | 22   | 25    | 40     | 87     |
| 27.    | Izrael             | 8    | 40    | 32     | 80     |
| 28.    | Slovinsko          | 50   | 10    | 4      | 64     |
| 29.    | Srbsko             | 13   | 0     | 23     | 36     |
| 30.    | Irsko              | 3    | 15    | 8      | 26     |
| 31.    | Chorvatsko         | 2    | 0     | 18     | 20     |
| 32.    | Austrálie          | 18   | 0     | 0      | 18     |
| 33.    | Moldavsko          | 1    | 0     | 0      | 1      |